# Rebecca Enonchong
Rebecca Enonchong (sinh năm 1967) là một nữ doanh nhân công nghệ người Cameroon, sáng lập và điều hành AppsTech. Bà được biết đến nhờ công việc phát triển và quảng bá công nghệ thông tin ở châu Phi.
Enonchong nhận nhiều giải thưởng của các tổ chức quốc tế như Diễn đàn Kinh tế Thế giới. Tạp chí Forbes liệt kê bà vào danh sách 10 Nữ Doanh nhân Công nghệ châu Phi năm 2014.

## Cuộc sống và học vấn
Enonchong sinh năm 1967 ở Cameroon. Cha của bà là tiến sĩ Henry Ndifor Abi Enonchong, một luật sư nổi tiếng ở Cameroon. Ở tuổi thiếu niên, Enonchong cùng với gia đình di cư sang Hoa Kỳ. Bà theo học tại Đại học Công giáo Hoa Kỳ, tốt nghiệp cử nhân và sau đó lấy bằng cao học chuyên ngành Kinh tế.

## Sự nghiệp
Sau khi hoàn thành việc học, Enonchong đã làm việc cho một số tổ chức như Ngân hàng Phát triển Liên Mỹ (IaDB) và Tập đoàn Oracle.
Năm 1999, Enonchong thành lập công ty AppsTech, đặt trụ sở tại Bethesda, Maryland, cung cấp giải pháp công nghệ thông tin cho doanh nghiệp. AppsTech phục vụ khách hàng trên 40 quốc gia và là đối tác bạch kim của Oracle.
Năm 2002, Diễn đàn Kinh tế Thế giới ở Davos, Thụy Sĩ trao giải Nhà Lãnh đạo Toàn cầu Tương lai cho Enonchong, cùng với các doanh nhân công nghệ khác như Larry Page (đồng sáng lập Google) và Marc Benioff (CEO của Salesforce.com). Tháng Ba năm 2014, tạp chí Forbes liệt kê bà vào danh sách 10 Nữ Doanh nhân Công nghệ châu Phi.
Enonchong là nhân vật nổi tiếng trên Twitter với hơn 60 ngàn người theo dõi. Tài khoản @Africatechie của bà thường xuyên đăng tin tức về hoạt động công nghệ thông tin ở châu Phi.

## Đóng góp phi lợi nhuận
Enonchong dành nhiều thời gian phát triển và quảng bá công nghệ thông tin ở châu Phi. Bà sáng lập và làm chủ tịch Diễn đàn Công nghệ Châu Phi, một tổ chức phi lợi nhuận chuyên hỗ trợ các công ty khởi nghiệp ở châu Phi. Bà từng tham gia vào Ủy ban Cố vấn về Phụ nữ Toàn cầu của Liên Hợp Quốc. 

## Thành tựu
- Giải thưởng Doanh nhân Châu Phi (Năm 2001) - Enterprise Africa
- Nhà Lãnh đạo Toàn cầu Tương lai (năm 2002), Diễn đàn Kinh tế Thế giới[8]
- 10 Nữ Doanh nhân Công nghệ Châu Phi (2014) - Forbes